# Dimitar Iliev Popov
Dimitar Iliev Popov (Bulgare: Димитър Илиев Попов; 26 juin 1927, Koula - 5 décembre 2015) est un juriste et un homme politique bulgare. Il est premier ministre de Bulgarie de décembre 1990 à novembre 1991.

## Biographie
Il fait des études de droit à l'Université de Sofia. En 1953 il travaille brièvement comme mineur puis devient conseiller juridique. Il occupe le poste de juge au tribunal de Sofia de 1972 à 1990. Il est secrétaire de la commission centrale électorale et supervise les premières élections libres de Bulgarie de juin 1990. Après l'échec de la « thérapie de choc » du cabinet Andrei Lukanov marqué par des grèves générales dans tout le pays, les deux partis (BPS et l'Union des forces démocratiques) conviennent de porter leur choix sur un candidat indépendant des partis. Ainsi Dimitar Popov est nommé premier ministre par le parlement le 7 décembre 1990. Il démissionne le 8 novembre 1991.